# Verwaltungsgemeinschaft Allershausen
Die Verwaltungsgemeinschaft Allershausen liegt im oberbayerischen Landkreis Freising und wird von folgenden Gemeinden gebildet:
1. Allershausen, 6271 Einwohner, 26,55 km²
2. Paunzhausen, 1605 Einwohner, 12,74 km²

Sitz der Verwaltungsgemeinschaft ist Allershausen. 

## Geschichte
Der 1978 gegründeten Verwaltungsgemeinschaft gehörten anfangs auch die Gemeinden Kirchdorf a.d.Amper und Hohenkammer an, Kirchdorf schied 1994 und Hohenkammer 1998 aus.